# Lac Mahalona
 (avril 2023).
Si vous disposez d'ouvrages ou d'articles de référence ou si vous connaissez des sites web de qualité traitant du thème abordé ici, merci de compléter l'article en donnant les références utiles à sa vérifiabilité et en les liant à la section « Notes et références ».
Le lac Mahalona est le plus en aval des cinq lacs constituant le système des lacs de Malili, nommé d'après la Malili qui les traverse.